# Talkin’ 2 myself
talkin' 2 myself – czterdziesty drugi singel japońskiej piosenkarki Ayumi Hamasaki, wydany 19 września 2007. W pierwszym tygodniu sprzedano 70 325 kopii, natomiast 108 347 kopii całościowo w Japonii, a 160 630 kopii przez wytwórnię Avex.

## Lista utworów
| CD  |                                                  |                                     |             |      |
| Nr  | Tytuł                                            | Muzyka                              | Aranżacja   | Czas |
| 1.  | "talkin' 2 myself (original mix)"                | Yuta Nakano                         | HΛL         | 4:53 |
| 2.  | "decision (original mix)"                        | Yuta Nakano                         | Yuta Nakano | 4:21 |
| 3.  | "fated (Orchestra version)"                      | Akihisa Matsuura, Shintarō Hagiwara |             | 5:56 |
| 4.  | "talkin' 2 myself (original mix -instrumental-)" | Yuta Nakano                         | HΛL         | 4:53 |
| 5.  | "decision (original mix -instrumental-)"         | Yuta Nakano                         | Yuta Nakano | 4:19 |
| DVD |                                                  |                                     |             |      |
| Nr  | Tytuł                                            | Muzyka                              | Reżyser     | Czas |
| 1.  | "talkin' 2 myself" (video clip)                  |                                     |             |      |
| 2.  | "decision" (video clip)                          |                                     |             |      |

## Wystąpienia na żywo
- 14 września 2007 – Music Station – "talkin' 2 myself"
- 22 września 2007 – Music Fighter – "talkin' 2 myself"
- 22 września 2007 – Music Japan – "talkin' 2 myself"
- 30 września 2007 – CDTV – "talkin' 2 myself"
- 5 października 2007 – Music Station – "talkin' 2 myself"